# Liv Hewson
Pour les articles homonymes, voir Hewson.
Liv Hewson (naissance le 29 novembre 1995 à Canberra) est une personnalité australienne artiste-interprète de cinéma et dramaturge.
Liv Hewson se fait connaître du grand public par le rôle d'Abby Hammond dans la série Netflix, Santa Clarita Diet (2017-2019).

## Biographie

### Enfance et formation
Liv Hewson naît à Canberra et grandit dans la banlieue de Hughes. Sa mère, Angela, est fonctionnaire et son père, Tony, est psychologue. Durant leur enfance, Liv et ses trois frères regardent beaucoup d'émissions télévisées américaines telles que Les Simpson et Futurama, ce qui l'aide à adopter l'accent américain.
Liv fréquente l'école secondaire Alfred Deakin et le collège Canberra avant de commencer à jouer dans le cadre du Canberra Youth Theatre.

### Carrière
En 2014, Liv Hewson se rend à Los Angeles pour assister à un atelier de théâtre et obtient en 2016 le rôle principal de Claire Duncan dans la web-série Dramaworld.
En 2017, Liv Hewson joue dans le film Le Dernier Jour de ma vie et dans la saison deux de la série Top of the Lake, mais aussi dans la mini-série Marvel's Inhumans et décroche surtout un des premiers rôles de la série Netflix, la comédie Santa Clarita Diet avec Drew Barrymore et Timothy Olyphant,. En 2021, Liv Hewson déroche le rôle de Vanessa dans Yellowjackets.

### Vie privée
Liv Hewson s'identifie comme non-binaire et souhaite qu'on emploie quand on l'évoque le they singulier en anglais, sa langue maternelle.
En novembre 2018, Liv Hewson se présente lors d'une émission produite par Netflix et intitulée Ce que je voudrais que vous sachiez : à propos d'être non binaire, débattant de l'identité de genre avec d'autres célébrités non binaires, Jacob Tobia, Lachlan Watson et Shiva Raichandani (en).

## Filmographie

### Cinéma

#### Longs métrages
- 2017 : Le Dernier Jour de ma vie de Ry Russo-Young : Anna Cartulo
- 2018 : Puzzle de Marc Turtletaub : Nicki
- 2019 : Scandale (Bombshell)  de Jay Roach : Lily Balin
- 2019 : Flocons d'amour de Luke Snellin (en) : Dorrie

#### Courts métrages
- 2013 : Alfonso Frisk de Karla Conway et Nick Stannard : Fenny Frisk
- 2015 : Survey Says de Leigh Joel Scott : Hillary
- 2015 : So Romantic de Leigh Joel Scott : Gurt
- 2016 : Lets See How Fast This Baby Will Go de Julietta Boscolo : Gloria

### Télévision

#### Séries télévisées
- 2014 : I've Got No Legs : Liv (pilote)
- 2014 - 2015 : A Class Act : Gurt / Matilda / Lana (3 épisodes)
- 2016 : Dramaworld : Claire Duncan (web-série - rôle principal, 10 épisodes)
- 2016 : The Code : Elle (1 épisode)
- 2017 : Top of the Lake : Michaela (3 épisodes)
- 2017 : Inhumans : Audrey (3 épisodes)
- 2017 - 2019 : Santa Clarita Diet : Abby Hammond (rôle principal) (30 épisodes)
- 2018 : Homecoming Queens : Chloe (mini-série - rôle principal, 7 épisodes)
- 2018 : Back in Very Small Business : Ashley Piper (saison 1, 8 épisodes)
- 2021 : Yellowjackets :  Vanessa « Van » Palmer